# Batalla de Wide Bay
La Batalla de Wide Bay fue una batalla, paralela de la de Open Bay, durante la campaña de Nueva Bretaña de la Segunda Guerra Mundial. Después de la llegada del Ejército Australiano a Nueva Bretaña a finales de 1944, reemplazando a la guarnición estadounidense en la isla, se inició una ofensiva limitada contra las fuerzas japonesas en la isla. Avanzando al este de las posiciones previamente capturadas por las tropas estadounidenses a principios de año, después de desembarcar en la bahía de Jacquinot en la costa sur en noviembre, los australianos comenzaron a avanzar a través de la isla hacia la península de Gazelle, donde buscaron aislar la guarnición japonesa numéricamente superior de Rabaul. Este avance se realizó a lo largo de dos ejes: de Cabo Hoskins a Open Bay en la costa norte, en lo que se conoció como la Batalla de Open Bay, y de Jacquinot Bay a Wide Bay al sur, en lo que se conoció como la Batalla de Wide Bay. Una vez los australianos aseguraron una línea a través de la isla entre la Wide Bay y Open Bay entre marzo y abril de 1945, los combates en Nueva Bretaña se estancaron mientras los australianos intentaban contener la guarnición japonesa mientras limitaban sus propias víctimas. Esta situación duró hasta el final de la guerra con la capitulación de Japón en agosto de 1945.

## Antecedentes
Los japoneses habían capturado la isla de Nueva Bretaña en febrero de 1942 después de abrumar a la pequeña guarnición australiana estacionada alrededor de Rabaul. Posteriormente, los japoneses construyeron una gran guarnición en la isla, formada por alrededor de 93.000 hombres del Octavo Ejército de Área del general Hitoshi Imamura. Esto se convirtió en un eje en la barrera defensiva que establecieron después del fracaso de los intentos de capturar Port Moresby a finales de 1942. En diciembre de 1943, como parte de la Operación Cartwheel, las fuerzas estadounidenses desembarcaron alrededor del cabo Gloucester y Arawe para capturar campos de aviación vitales y para proveer a los aliados con acceso a través del paso marítimo entre el estrecho que separa Nueva Bretaña de Nueva Guinea, donde a finales de 1943 los aliados habían luchado para asegurar la península de Huon. Esto formaba parte de la estrategia global de aislamiento de la base japonesa principal en Rabaul, ya que se había decidido que en lugar de destruir la base con un asalto directo costoso, una estrategia más prudente sería rodear la base y por lo tanto anularla como amenaza.

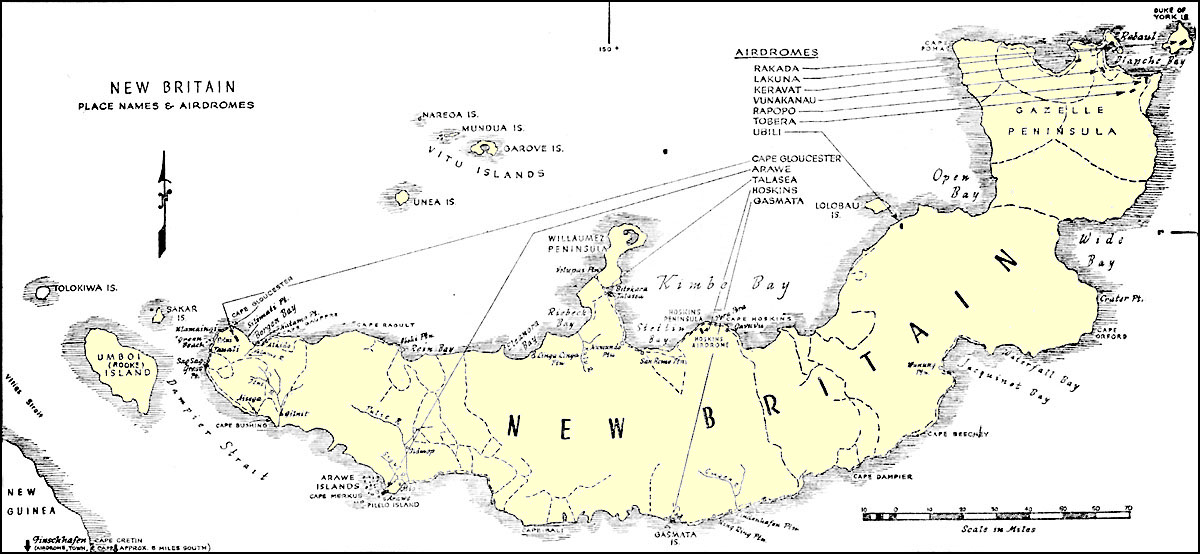
Un mapa con las operaciones llevadas a cabo en Nueva Bretaña.

Después de las acciones del 112.º Regimiento de Caballería y de la 1.ª División de Marines alrededor de Arawe y de cabo Gloucester, las fuerzas de los EE. UU. habían avanzado hacia este cautelosamente, y en agosto de 1944 habían asegurado Talasea y cabo Hoskins en la costa septentrional. Después de esto, la 40.ª División de Infantería de Estados Unidos tomó el poder y los combates en Nueva Bretaña se convirtieron en lo que Gavin Long, historiador australiano, llamó una "tregua tácita" con las fuerzas estadounidenses concentrándose en defender sus aeródromos al oeste de la isla. La 40.ª División de Infantería se concentró en gran parte alrededor del cabo Gloucester y los japoneses en el lado este, siendo separados por una "tierra de nadie" en ela cual vagaban las tropas nativas australianas conducidas por la Oficina Aliada de Inteligencia (AIB). Esto incluyó acciones alrededor de Wide Bay desde junio a septiembre.
En noviembre de 1944, la responsabilidad de las operaciones aliadas en Nueva Bretaña pasó del ejército estadounidense al ejército australiano. Ese mes, la 5.ª División australiana, bajo el mando del mayor general Alan Ramsay, comenzó a llegar para substituir a la 40.ª División de Infantería de los EE. UU., que era necesaria para los combates en las Filipinas. Habiendo subestimado grandemente la fuerza de la guarnición japonesa en la isla, los australianos comenzaron una ofensiva limitada, con la meta de avanzar al este del cabo Hoskins hacia la fortaleza japonesa alrededor de Rabaul. En noviembre, la 6.ª Brigada de Infantería australiana, bajo el brigadier Raymond Sandover comenzó a llegar. La primera operación terrestre hizo que el 14.º/32.º Batallón de Infantería realizara un desembarco en la bahía de Jacquinot, en la costa sur de Nueva Bretaña, llegando a tierra sin oposición, mientras que otros elementos, el 36.º Batallón de Infantería se movía hacia el este por el norte. Poco después, la 6.ª Brigada de Infantería comenzó a moverse al este hacia Cutarp, cuando la 13.ª Brigada de Infantería bajo el brigadier Eric McKenzie llegó a asumir la responsabilidad de la defensa de la base australiana alrededor de la bahía de Jacquinot, junto con elementos avanzados de la 4.ª Brigada de Infantería bajo el brigadier Cedric Edgar. Al mismo tiempo, aviones de la Real Fuerza Aérea Australiana y la Real Fuerza Aérea de Nueva Zelanda comenzaron a bombardear posiciones japonesas alrededor de Rabaul. Los japoneses, con sólo unos cuantos aviones reparables, no hicieron ningún intento por detener los ataques.